# Laposíj

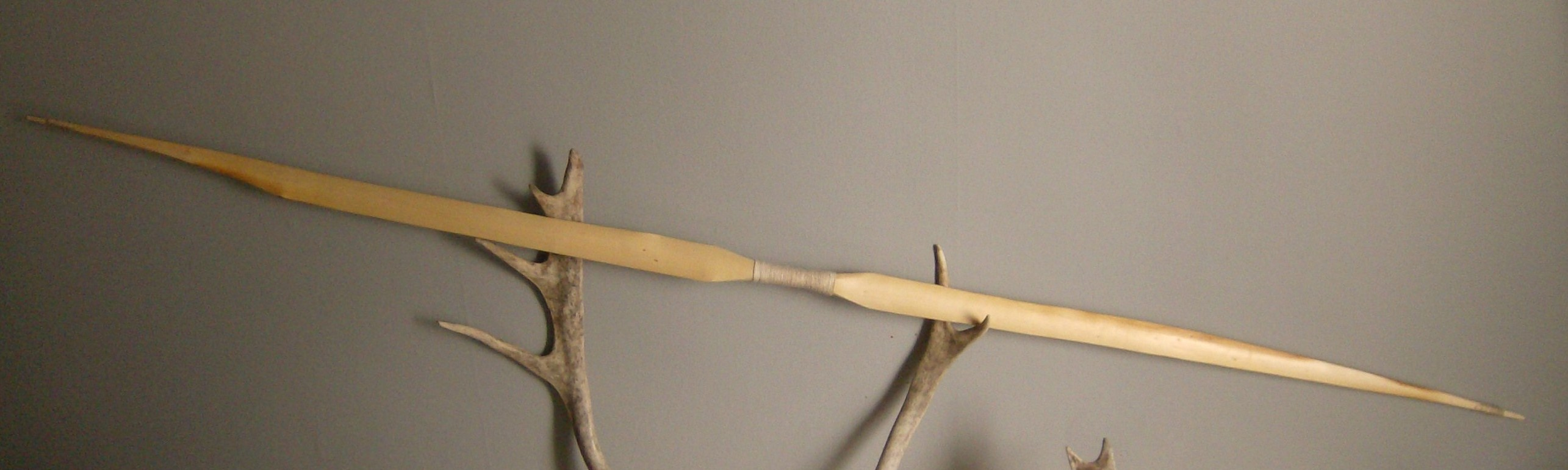
Egy laposíj a középső kőkorszakból

A laposíj nem-visszahajló harci íj, aránylag lapos, téglalap keresztmetszetű karokkal. Mivel a karok aránylag szélesek, ezért a markolat a jobb fogás érdekében egyenes és kerek. Ez eltér a hosszúíj felépítésétől, melynek karjai kör vagy D keresztmetszetűek, és a markolatnál általában vastagabb. Egy laposíj általában ugyanolyan hosszú, mint egy hosszúíj. A történelmi laposíjak többnyire egyrétegűek (egy darab fából készülnek), bár az ókortól kezdődően készítettek laminált és kompozit laposíjakat is. A modern laposíjat általában üvegszálas anyagokból gyártják.

## A téglalap keresztmetszet előnyei

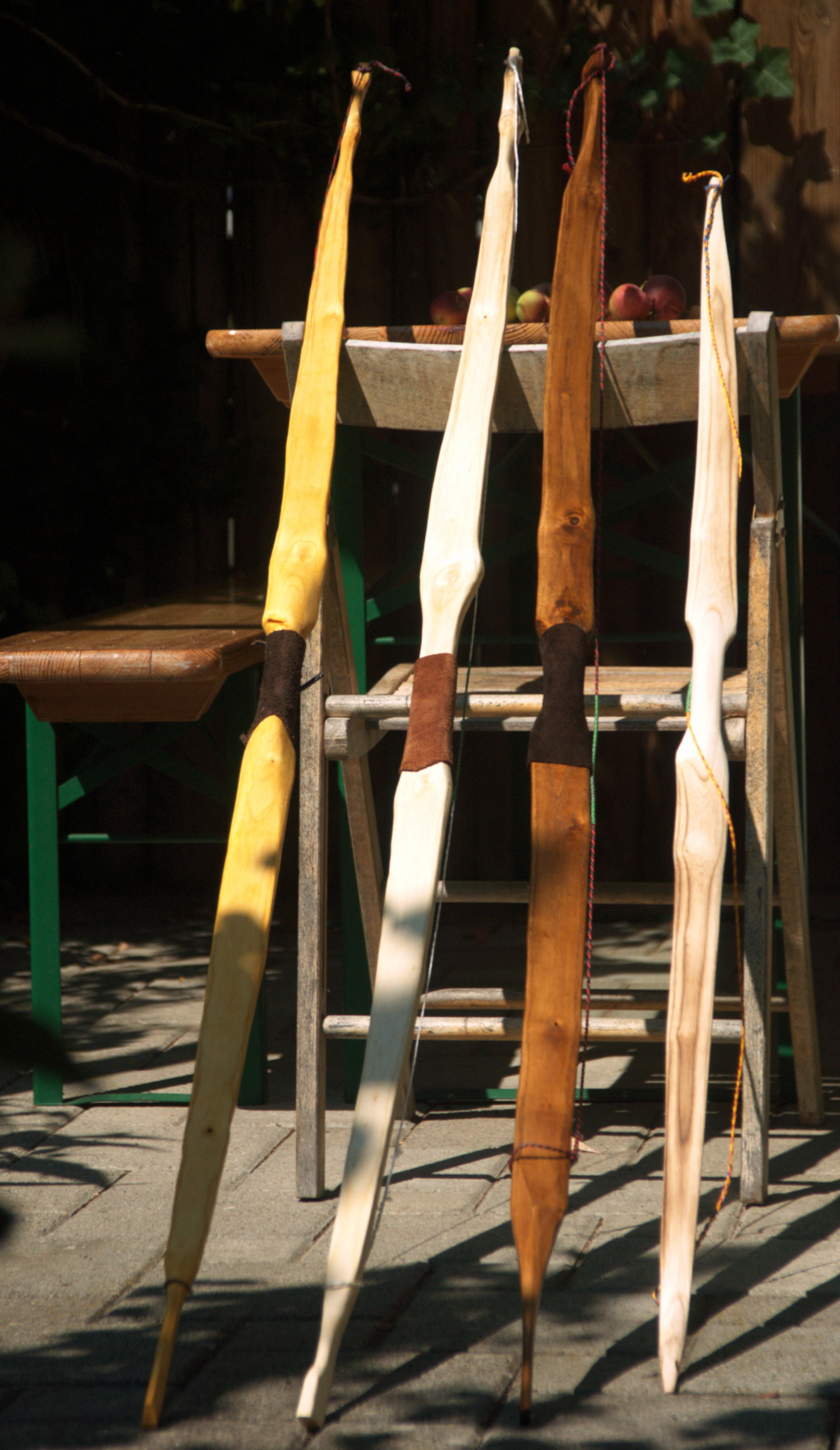
Körülbelül 150 cm hosszú laposíjak

Laposíjat majdnem minden anyagból lehet készíteni, mivel a feszültség sokkal egyenletesebben alakul, mint a kerek profilú íjak karjaiban. Az íj karja tulajdonképpen egy hajlított gerenda, így a semleges tengelytől (középvonal, mely nincs sem feszítve, sem nyomva) távolabb eső szálak nagyobb stressznek vannak kitéve.
Egy kerek íj-kar esetén a semleges tengelytől távolabb eső szálak mivel nagyobb feszítésnek illetve nyomásnak vannak kitéve, így könnyebben sérülnek. A laposíj esetében a lapos has és hát a semleges tengelytől minden pontban egyenlő távolságra van, a feszültség egyenletesebb oszlik meg, így gyengébb fafajták is megfelelnek. Kisebb az esélye a törésnek, vagy a tartós meggörbülésnek.
Hosszúíjnak csak a különlegesen rugalmas faanyagok felelnek meg.

## Megfelelő faanyagok
A világ legnagyobb részén közönséges keményfából készítik a kiváló íjakat. Megfelelő és könnyen hozzáférhető fafajták: szilfa, juhar, szikomorfa, mogyoróbokor, kőrisfa. A jó minőségű tiszafa sokkal nehezebben hozzáférhető, és drágább mint a laposíjhoz megfelelő előbb felsorolt keményfák. Kezdő íjkészítőknek erősen ajánlott egy könnyen hozzáférhető fából készült laposíjjal kezdeni.
Az európai hosszúíjakhoz használatos tiszafa egy könnyű, rugalmas, különlegesen nagy nyomószilárdságú fa. Az íj karjait kerek keresztmetszetűre formázva egy hatékony, nagy teljesítményű íjat kapunk. Ez gazdaságosan használja a faanyagot, és az íj készítőjének idejét.

## A téglalap keresztmetszet hátrányai
Egy vékony, kerek íjhoz képest, a készítőnek egy sokkal szélesebb faanyagból kell kiindulnia, több időbe telik egy téglalap keresztmetszet elérése.

## Történelmi használata
Laposíjat használtak az amerikai indiánok, ókori európai népek, inuit törzsek, finnugor népek, valamint egyéb puskapor előtti társadalmak vadászathoz, háborúskodáshoz. A laposíj nagy előnye, hogy a hosszúíjjal ellentétben számtalan fafajtából el lehetett készíteni. A laposíjat a középső kőkorszaktól kezdődően Európában felváltotta a hosszúíj. Az angol hosszúíj iránti kereslet akkorára nőtt, hogy hatalmas területeken szinte teljesen kipusztították a készítésére alkalmas fafajtákat.
A laposíjat az Andaman szigeteken kőkorszaki körülmények között élő Szentinelézek a mai napig is használják. A laposíjak a hidegebb területeken (mint például Finnország) használatban maradtak, mivel azon a klímán a tiszafa nem termett meg. A történelmi finn laposíj anyaga kőrisfa, vagy nyírfa /fenyőfa laminát halenyvvel, vagy egyéb ragasztóval rétegezve. A tiszafát importálták, de fontos célokra nem használták, mivel a hidegben törékennyé vált. A prémvadászatra pedig a január és február hónap volt a legalkalmasabb, mivel a prémek akkor a legszebbek.

## Az amerikai laposíj

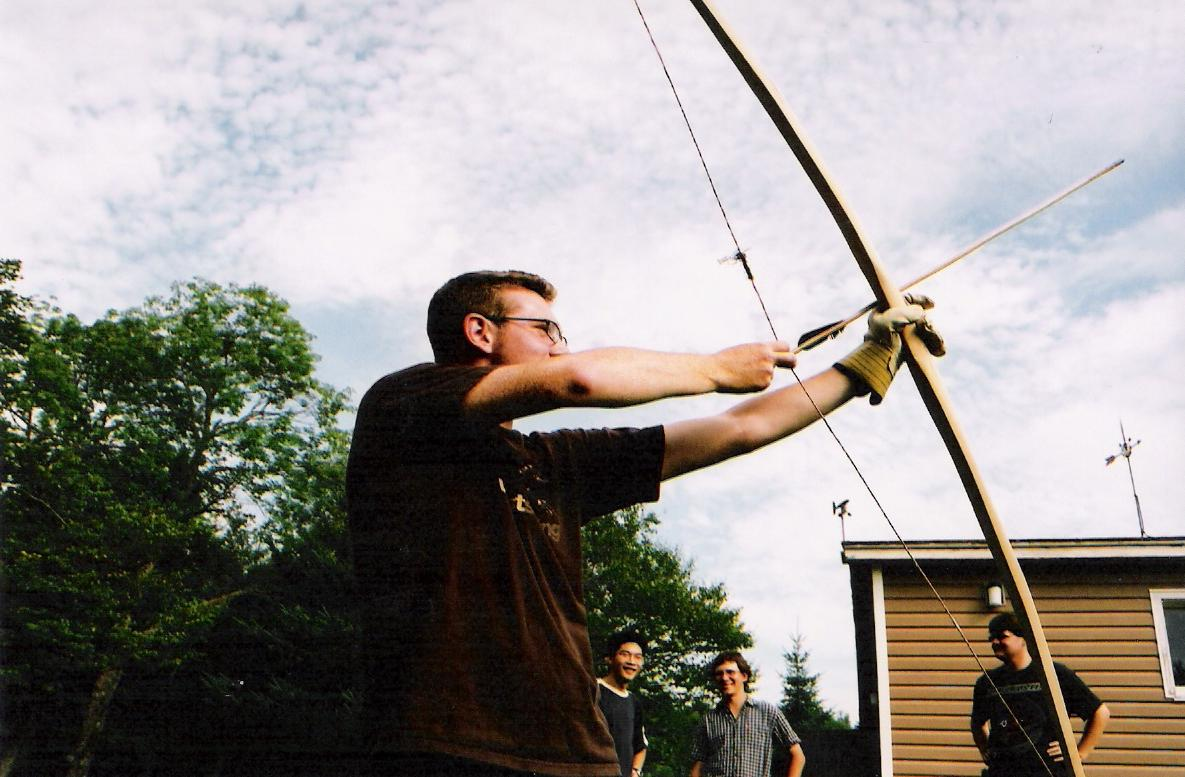
Kőrisfából készült laposíj

Az amerikai laposíjat (amerikai hosszúíjként is ismerik), az 1930-as években fejlesztették ki. Létrejöttét egy tudományos kísérletnek köszönheti, melyben az íj karjának optimális keresztmetszetét keresték. A vizsgálatban arra voltak kíváncsiak, hogy az angol hosszúíj karjainak profilja miért pont D alakú volt, s a kísérletek szerint egy egyszerű téglalap keresztmetszet sokkal megfelelőbb. Az eredmény egy sokkal stabilabb, hatékonyabb íj volt, mely közönséges fafajtákból is elkészíthető.
Mivel ez nagyon hasonlított az amerikai őslakosok íjához, ezért Fél-indián ("semi-Indian") íjnak is nevezik.
Az amerikai laposíjat Howard Hill népszerűsítette, és a célba lövésnél gyorsan leváltotta az angol hosszúíjat. A modern olimpiai stílusú reflexíj is ennek egy fejlesztése. Az íj hátához és hasához fa helyett általában üvegszálas anyagot használnak, a törzsnek mesterséges anyagot, mint például a karbont, a markolat pedig gyakran fémből készül. Ezen kívül a gyártásban előfordul még fa és fenol is.
Míg az íjszarvak (az íj karjainak vége) nagyjából hasonlítanak az ázsiai kompozit íjak szarvaira, de inkább rugalmasak mint merevek.

## Fordítás
- Ez a szócikk részben vagy egészben  a   Flatbow című angol Wikipédia-szócikk ezen változatának fordításán alapul.  Az eredeti cikk szerkesztőit annak laptörténete sorolja fel. Ez a jelzés csupán a megfogalmazás eredetét és a szerzői jogokat jelzi, nem szolgál a cikkben szereplő információk forrásmegjelöléseként.